# Gana nos Jogos Olímpicos de Verão de 1968
Gana competiu nos Jogos Olímpicos de Verão de 1968 na Cidade do México, México.

## Resultados por Evento

### Atletismo
100m masculino
- Micheal Ahey
  - Primeira Eliminatória — 10.5 s (→ 3º na bateria, avançou à Segunda Eliminatória)
  - Segunda Eliminatória — 10.4 s (→ 8º na bateria, não avançou)

Women's 200 metres
- Alice Anum
  - Primeira Eliminatória — 23.9 s (→ 7º na bateria, não avançou)

Men's 400 metres
- Samuel Bugri
  - Primeira Eliminatória — 45.8 s (→ 4º na bateria, avançou à Segunda Eliminatória)
  - Segunda Eliminatória — 46.0 s (→ 4º na bateria, avançou à Semifinal)
  - Semi final — 45.9 s (→ 5º na bateria, não avançou)

800m masculino
- John Ametepey
  - Primeira Eliminatória — 1:50.7 min (→ 4º na bateria, não avançou)

400m com barreiras masculino
- William Quaye
  - Primeira Eliminatória — 51.6 s (→ 6º na bateria, não avançou)

Revezamento 4x100m masculino
- Edward Owusu, Micheal Ahey, William Quaye, James Addy
  - Primeira Eliminatória — 39.8 s (→ 6º na bateria, avançou à Semifinal)
  - Semifinal — 39.9 s (→ 5º na bateria, não avançou)

Salto em distância masculino
- Micheal Ahey
  - Classificatória — 7,77 m (→ avançou à final)
  - Final — 7,71 m (→ 13º lugar)
- Johnson Amoah
  - Classificatória — não começou (→ não avançou)

Salto em distância feminino
- Alice Anum
  - Classificatória — 5,61 m (→ avançou à final)

Salto triplo masculino
- Johnson Amoah
  - Classificatória — 15,65 m (→ não avançou)

### Boxe
Peso Mosca-ligeiro(48 kg)
- Joseph Destimo
  - Oitavas-de-final — Derrotou Walter Henry do Canadá
  - Quartas-de-final — Perdeu para Servilio Oliveira do Brasil

Peso Galo (54 kg)
- Sulley Shittu
  - Primeira rodada — Derrotou Dary Dasuda do Níger
  - Segunda rodada — Derrotou Gyula Szabo da Hungria
  - Oitavas-de-final - Perdeu para Horst Rascher da Alemanha Ocidental

Peso Leve (60 kg)
- Joe Martey
  - Primeira rodada — Perdeu para Enzo Petriglia da Itália

Peso Meio-médio ligeiro (63.5 kg)
- Emmanuel Lawson
  - Segunda rodada — Perdeu para Jaime Lozano do México

Peso Meio-médio (67 kg)
- Aaron Popoola
  - Segunda rodada — Perdeu para Celal Sandal da Turquia

Peso Médio-ligeiro (71 kg)
- Prince Amartey
  - Primeira rodada — Derrotou Abdalla Abdel do Sudão
  - Oitavas-de-final — Perdeu para Eric Blake da Grã-Bretanha

Peso Médio (75 kg)
- George Aidoo
  - Oitavas-de-final — Não começou

Peso Pesado (81 kg)
- Adonis Ray
  - Oitavas-de-final — Perdeu para Joaquin Rocha do México

### Futebol
Masculino
- Fase Preliminar (Grupo C)

| 13 de outubro de 1968 | Israel                                   | 5 – 3 | Gana                      |  |
| 12:00                 | Spiegel 11' 75' · Feigenbaum 16' 30' 70' |       | Jabir 18' 79' · Amosa 35' |  |

| 15 de outubro de 1968 | Hungria                    | 2 – 2 | Gana                     |  |
| 12:00                 | A. Dunai 15' · Menczel 17' |       | Sunday 12' · Sampene 33' |  |

| 17 de outubro de 1968 | El Salvador   | 1 – 1 | Gana     |  |
| 12:00                 | Rodríguez 42' |       | Kofi 55' |  |

| Time        | PJ | V | E | D | GP | GC | SG | Pts |
| ----------- | -- | - | - | - | -- | -- | -- | --- |
| Hungria     | 3  | 2 | 1 | 0 | 8  | 2  | +6 | 5   |
| Israel      | 3  | 2 | 0 | 1 | 8  | 6  | +2 | 4   |
| Gana        | 3  | 0 | 2 | 1 | 6  | 8  | −2 | 2   |
| El Salvador | 3  | 0 | 1 | 2 | 2  | 8  | −6 | 1   |

- Elenco
  - (1.)?
  - (2.)?
  - (3.)?
  - (4.) John Eshun
  - (5.) Charles Addo
  - (6.) Ibrahim Sunday
  - (7.) Osei Kofi
  - (8.) Jones Atuquayefio
  - (9.) George Alhassan
  - (10.) Gbadamosi Amusa
  - (11.) Sammy Sampene
  - (12.)?
  - (13.) John Naawu
  - (14.) Joseph Wilson
  - (15.) Jabir Malik
  - (16.) Oliver Acquah
  - (17.) Jonathan Kpakpo
  - (18.) George Foley
  - Gariba Abukari
  - Bernard Kusi